# G dolce
In italiano, G dolce è l'espressione usata per indicare il suono affricato postalveolare sonoro /ʤ/, rappresentato, a seconda dei casi, con G oppure GI, in opposizione alla cosiddetta G dura avente, rispetto a questa, un comportamento praticamente complementare.
La G dolce è a tutti gli effetti uno dei 30 fonemi del sistema fonologico italiano, che per ragioni storico-linguistiche non ha trovato nell'evoluzione grafica dell'alfabeto latino una collocazione letterale specifica, dovendo così convivere in uno statuto grafico complementare con la "g dura"; questo ha fatto sì che pur avendo fonologicamente un valore distintivo all'interno della lingua italiana, non tutti gli italofoni abbiano coscienza della sua autonoma esistenza. 

## Rappresentazione nell'italiano
La G dolce viene rappresentata in italiano attraverso due grafie complementari:
- G (grafema) - davanti alle lettere vocali -i e -e, rappresentanti le vocali anteriori, esempi:

gètto - /ˈʤɛtto/
giro - /ˈʤiro/
- gi (digramma) - davanti alle restanti lettere vocali -a -o e -u rappresentanti vocali medie e anteriori, esempi:

già - /ˈʤa*/
gioco - /ʤɔko/
giù - /ˈʤu*/
Talvolta si incontra anche il gruppo gi+e, in parole cui di solito rappresenta un residuo della grafia originaria, in parole dotte o che la conservano come reminiscenza dal latino; esempi:
giènte - /ʤɛnte/
In tutti questi casi, la i nel digramma gi ha un valore puramente diacritico; si tratta cioè di una lettera muta.
Le stesse regole valgono anche nel caso in cui la "G dolce" venga geminata ([ʤʤ]), ovvero gg davanti a -I ed -E, e ggi davanti a -A, -O e -U.
Negli incontri di tipo -[g]gi + vocale può talvolta capitare che la pronuncia sia realmente /-[ʤ]ˈʤi/+ vocale /: in questi casi la "i" non è più un semplice diacritico, ma una lettera con valore fonologico. Ciò si verifica particolarmente quando su di essa cade l'accento tonico della parola; esempi: gaggìa, nostalgìa, e l'acronimo GIA.